# Cestrum skutchii
Cestrum skutchii är en potatisväxtart som beskrevs av Julius Sterling Morton. Cestrum skutchii ingår i släktet Cestrum och familjen potatisväxter. Inga underarter finns listade i Catalogue of Life.